# Retignano
Retignano är en by med 381 invånare (2014) i den italienska kommunen Stazzema i Lucca-provinsen i Toscana.